# Школа Долини Садбері
Школа Долини Садбері — приватний навчальний заклад для дітей віком від 4 до 19 років, заснований у 1968 році громадою батьків у Фреймінґгамі, штат Массачусетс, США. Перша у світі школа за садберійською моделлю, з якої і назва. Вона цінує три основні принципи: волю в освіті, демократичне врядування і особисту відповідальність.

## Історія
Школа Долини Садбері була заснована в 1968 році у Фреймінґгамі спільнотою батьків, серед яких Деніел Ґрінберґ, Джоан Рубін, Мімзі Садофскі та Ганна Ґрінберґ. Деніел прагнув створити школу, яка була би справедливою і психологічно комфортною, яка могла би самостійно існувати, а досвід був би основним джерелом навчання. Школа запрацювала влітку 1968 року, коли 130 учнів було зараховано на пробну літню сесію перед початком навчального року у вересні. З них продовжила навчання тільки половина. У 1990-х роках модель Школи Долини Садбері поширилася у США та за кордоном, і тепер існує понад 70 шкіл, заснованих на її моделі.

## Модель
У школі Долини Садбері немає традиційних класних приміщень, уроків, навчального плану та очікувань до учня щодо завершення школи, натомість діти вільні розпоряджатися своїм часом як забажають. Це може включати формальне пізнання академічного середовища та розмови зі шкільним персоналом і іншими студентами про зацікавлення, як частину самоосвіти.

## Одержання диплома

### Вимоги для отримання
Студенти мають право на його отримання якщо вони перед його здобуттям навчались щонайменше три повні роки. Вони не обов'язково повинні бути безперервними, але мають бути в межах чотирьох років від дня оголошення про намір отримати диплом.
Якщо кандидат не сплатив повну вартість за навчальний рік і не погасив свої шкільні позики до 30 квітня, він не має права претендувати на отримання диплому в цьому навчальному році. Якщо ж він сплатив за навчальний рік до 30 червня і виконав усі інші вимоги до 30 квітня, він матиме право претендувати на отримання диплому протягом наступного навчального року без необхідності повторного зарахування на навчання.
Якщо через зовнішні обставини кандидат, який своєчасно виконав усі вимоги, не може зустрітися з Дипломною комісією, комісія може ухвалити рішення або видати диплом без особистої усної співбесіди, або дозволити йому/їй з'явитися на усну співбесіду в наступному навчальному році без повторного зарахування на навчання.

### Підготовка
Учень повинен повідомити про свій намір отримати диплом секретареві шкільних зборів у письмовій формі до 30 квітня. Будь-які матеріали, які кандидат бажає, щоб Дипломна комісія мала під час співбесіди, теж повинні бути передані до цього дня.
Імена кандидатів, з якими буде проведено співбесіду, та будь-які додаткові матеріали треба надіслати протягом доби членам Дипломної комісії. Крім того, необхідно додати судові досьє кожного кандидата за останні два роки навчання та відомості про відвідування за ці роки.
Секретар повідомляє кожному кандидатові, у який день відбудеться його/її зустріч із Дипломною комісією. Кандидат зобов'язаний бути в цей день з 8:30 ранку до завершення його/її зустрічі з Дипломною комісією.

### Доведення
Для отримання диплому завершуючи школу необхідно в усній чи писемній формі обґрунтувати наступне твердження, що задовольнить Дипломну комісію: «Мій досвід під час перебування в школі дозволив мені розвинути навички вирішення проблем, адаптивність та здібності, необхідні для незалежного функціонування у світі, в який я збираюся вступити».

### Після співбесіди
Наприкінці обговорення всіх кандидатів Дипломна комісія подає свої рішення секретарю, який інформує кандидатів і оприлюднює результати.
Якщо ж у період між рішенням Комісії і закінченням навчального року кандидат, якому схвалили видачу диплома, був визнаний винним у правопорушенні або будь-якій діяльності, яка, на думку Шкільних зборів, вимагає перегляду рішення про видачу диплома, то до останнього навчального дня Шкільні збори можуть проголосувати або за видачу диплома, або за її відкладення до наступних Щорічних зборів.
Якщо Дипломний комітет вирішив, що учень не повинен бути нагороджений дипломом, то протягом тижня з моменту відмови студент може письмово подати апеляцію на ім'я секретаря. Апеляція може бути подана тільки на підставі передбачуваної процедурної помилки, яка повинна бути детально описана в апеляції. Її подають на розгляд омбудсмену та секретарю офіційних органів влади, яку розглядають і потім приймають рішення про скасування відмови. Обидва повинні дати відповідь протягом одного тижня після отримання апеляції. Якщо вони погоджуються з тим, що апеляція є обґрунтованою, кандидату повідомлять про це і видадуть диплом — на тих же умовах, що й іншим успішним кандидатам.
Коли ж і Омбудсмен, і Офіційний уповноважений визнають апеляцію необґрунтованою, або якщо Омбудсмен і Офіційний уповноважений не дійдуть однакових висновків, апеляція та відповіді будуть передані шкільному юрисконсульту — або іншому, призначеному школою, — чиє рішення, представлене секретареві на письмі, буде остаточним. Якщо юрист дійде висновку, що апеляція є обґрунтованою, апелянт буде повідомлений про це і нагороджений Дипломом — знову ж таки на тих умовах, що й інші кандидати.
Наприкінці навчального року учня, за видачу диплома для якого схвалила Дипломна комісія і якого не позбавили на Шкільних зборах, або який подав успішну апеляцію, нагороджують дипломом від школи.
Щонайскоріше після останнього навчального дня діловод видає диплом Школи Долини Садбері, підписаний Головою та Секретарем Шкільних Зборів, тим учням, які отримали диплом.

## Уряд
Учні несуть повну відповідальність за власну освіту, а школа управляється прямою демократією, у якій учні та персонал є рівними. Школа повністю належить і керована зборами, на яких кожен учень і кожен обраний член персоналу має один голос.

## Персонал
У школі Долини Садбері відсутній строк перебування на посаді. На шкільних зборах, кожен може висунути свою кандидатуру на посаду шкільного працівника, що відповідає за управління школою, і кожен присутній віком від 4 до 17 років має один рівний голос для його вибору. Працівники, за яких таємним голосуванням проголосували найбільше, одержують право на підписання контракту обговореного на шкільних зборах. Наприкінці же навчального року відбуваються загальні шкільні збори, що обирають склад на наступний рік.

## Випускники

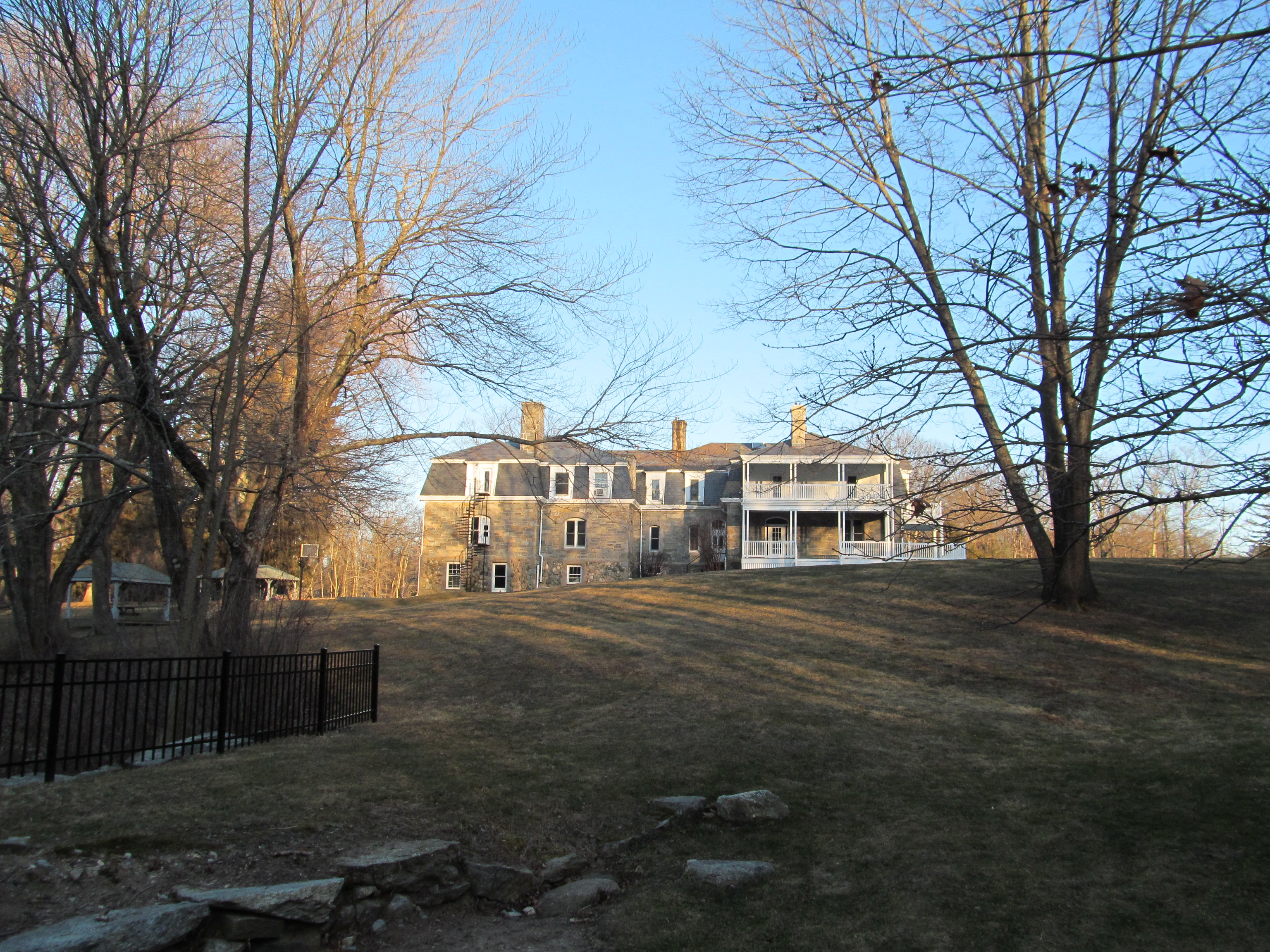
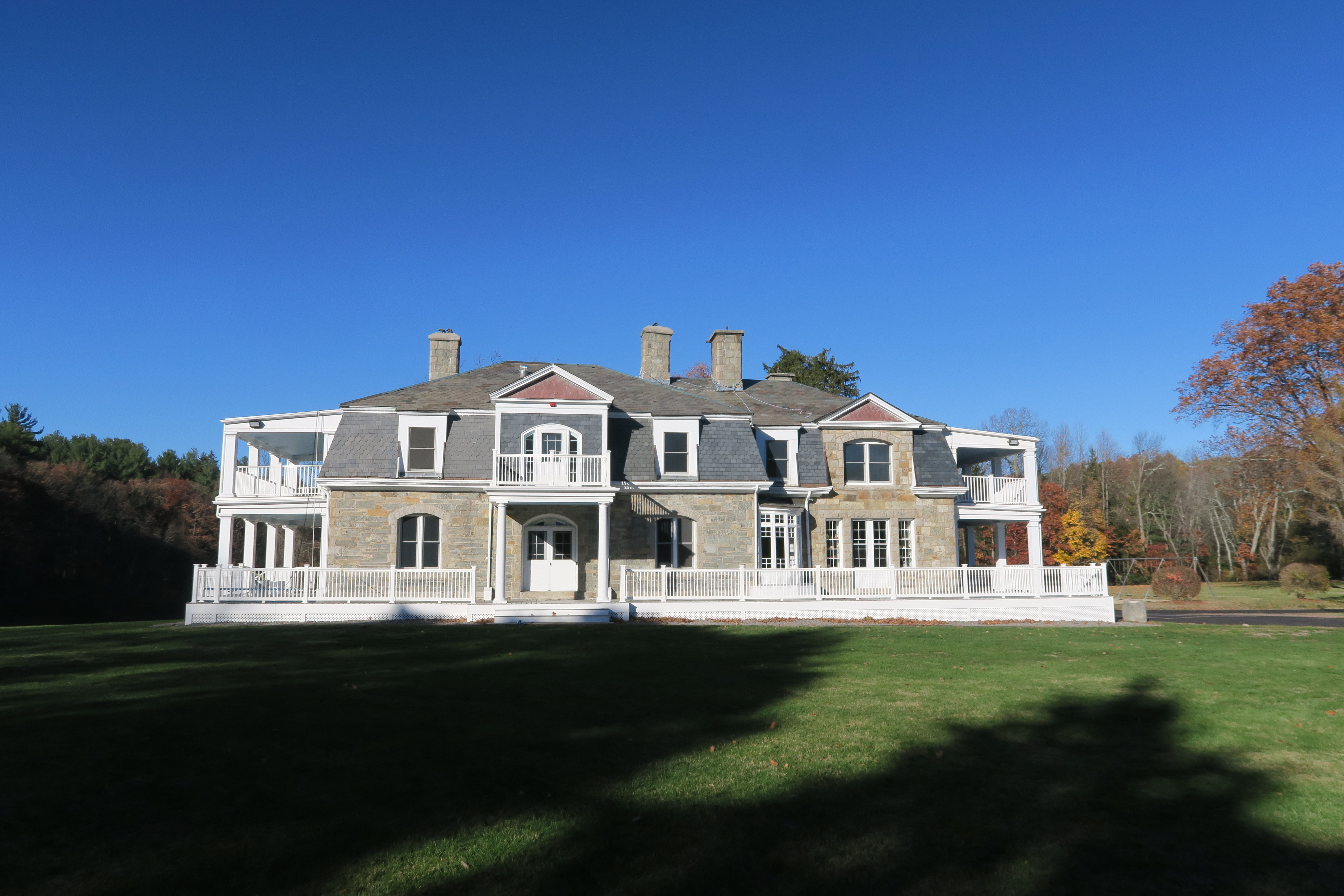

Школа оприлюднила два дослідження своїх випускників за останні сорок років. У одному з них, у книзі «Legacy of Trust: Life After the Sudbury Valley School Experience» вони стверджують, що переважна більшість (87 %) випускників продовжують навчання в тій чи тій формі: 4-річний коледж, громадський коледж, школа виконавських мистецтв, кулінарний інститут тощо. Режисерка документальних фільмів і продюсерка Лаура Пойтрас є однією з випускниць школи Долини Садбері.